# عنود خالد
عنود خالد، (ولدت:8 ديسمبر 1962[وفقًا لِمَن؟]) مؤلفة وكاتبة مسلسلات سورية وزوجة الممثل  عباس النوري. ألّفت قصة مسلسلات طالع الفضة، حرائر وكتبت القصة والحوار والسيناريو لمسلسل أولاد القيمرية بجزئية، الجزء الثالث من مسلسل صرخة روح.